# Drena De Niro
Pour les articles homonymes, voir De Niro.
Drena De Niro, née le 3 septembre 1967 à New York, est une actrice américaine.
Elle est la fille de l'actrice Diahnne Abbott et la fille adoptive de l'acteur Robert De Niro.

## Biographie
Drena De Niro nait le 3 septembre 1967 à New York. Son nom renvoie à la rivière Drina, rivière du Monténégro, de la Serbie et de la Bosnie-Herzégovine. Elle est la fille de l'actrice Dianne Abbott. En 1976, elle est adoptée par Robert De Niro qui, dans les années 1976-1988, était marié à sa mère.
Après avoir été DJ et mannequin, elle travaille comme superviseur musical pour plusieurs évènements pour Giorgio Armani. En 2001, elle fait ses débuts de réalisatrice avec le documentaire Girls & Dolls.
Le 3 juillet 2023, fut annoncé le décès de son fils de 19 ans, Leandro De Niro Rodriguez (également acteur). 

## Filmographie
- 1996 : Grace of My Heart d'Allison Anders : une réceptionniste
- 1997 : Des hommes d'influence (Wag the Dog) de Barry Levinson : une hôtesse
- 1998 : Too Tired to Die de Wonsuk Chin : une serveuse
- 1998 : De grandes espérances (Great Expectations) d'Alfonso Cuarón : Marcy
- 1998 : La Famille trahie (Witness to the Mob) (téléfilm) de Thaddeus O'Sullivan : la fille dans le salon de beauté
- 1999 : Premier Regard (At First Sight) d'Irwin Winkler : Caroline
- 1999 : The 24 Hour Woman de Nancy Savoca : Lori
- 1999 : On the Run de Bruno de Almeida : Rita
- 1999 : Personals de Mike Sargent : Sherie
- 1999 : Entropy de Phil Joanou : une serveuse
- 2000 : Les Aventures de Rocky et Bullwinkle (The Adventures of Rocky and Bullwinkle) de Des McAnuff : une employée de RBTV
- 2001 : Giravolte de Carola Spadoni : Keechie
- 2002 : Showtime de Tom Dey : Annie, l'assistante
- 2002 : Ghetto Dawg de Brian Averill : Semi
- 2002 : Père et Flic (City by the Sea) de Michael Caton-Jones : Vanessa Hansen
- 2002 : Soliloquy de Jacques Zanetti : Kara
- 2003 : Death of a Dynasty de Damon Dash : une scénariste
- 2003 : Love & Orgasms de Dana Offenbach : Betsy Vandercleef
- 2005 : Freezerburn de Melissa Balin : Nada
- 2005 : The Collection de Bruno de Almeida
- 2007 : The Lovebirds de Bruno de Almeida
- 2009 : Karma, Confessions and Holi de Manish Gupta : Megan
- 2009 : ExTerminators de John Inwood : Dr. Press
- 2009 : A Day in the Life de Sticky Fingaz : P
- 2011 : Happy New Year (New Year’s Eve) de Garry Marshall : une serveuse
- 2012 : NYC 22 (série TV) - Saison 1, épisode 7 : Inspecteur Irma Bolland
- 2013 : Boardwalk Empire (série TV) - Saison 4, épisode 8 : Negrablanca
- 2014 : Welcome to New York d'Abel Ferrara
- 2014 : Hands of Stone de Jonathan Jakubowicz : Adele
- 2015 : Le Nouveau Stagiaire de Nancy Meyers : la manageuse de l'hôtel
- 2015 : Joy de David O. Russell : Cindy